# Eugen Reisz
Eugen Reisz (Boedapest, 1879 – 1957) (ook Eugen Reiss of Eugen Reiß) was een Hongaarse uitvinder en radiopionier. Hij was houder van verschillende patenten op het gebied van elektronische communicatie waaronder het LRS relais, een elektronenbuis en een verbeterde koolmicrofoon, de Marconi-Reisz microfoon. Deze microfoon werd in de begindagen van de radio, de jaren 20 en 30, veel gebruikt in onder andere Duitsland, Engeland, Italië en buiten Europa.

## Leven
Hij studeerde elektrotechniek aan de technische hoge school van Wenen en trad daarna in dienst van het bedrijf van een beroemde studiegenoot en uitvinder Robert von Lieben. Rond 1912 was hij betrokken bij de uitvinding van een van de eerste versterkerbuizen, het LRS (Lieben, Reisz, Strauss) relais, en internationale presentaties daarover. Als leidinggevende van een onderzoekslaboratorium bij AEG Kabelwerk Oberspree in Berlijn was hij verantwoordelijk voor de verdere ontwikkeling van het LRS relais. Daarna startte hij een eigen bedrijf. Hier construeerde hij de verbeterde koolmicrofoon samen met Georg Neumann die daarbij een belangrijk en volgens sommigen zelfs het voornaamste aandeel had. Neumann zou later in een eigen bedrijf de eerste commercieel bruikbare condensatormicrofoon maken.

## Marconi-Reisz-microfoon
Door een verbetering van de sensor in de microfoon kon de gevoeligheid ten opzichte van de bestaande microfoons die aanvankelijk ontworpen waren voor telefonie worden verhoogd. Daardoor werd uitgebreide inzet mogelijk bij radiostations en nieuw ontstane geluidsstudios. Vanaf 1925 gebruikten de 'Emil Berliner Studios' in Berlijn en de Italiaanse radio ze. Verkoop liep via Marconi (Engeland), AEG (Duitsland) en via Telefunken als onderdeel van radiozendinstallaties. Op 29 oktober 1923 werden ze ingezet bij de eerste radio-uitzending in Duitsland vanuit de 'Voxhaus' studio in Berlijn.
De microfoon bestond uit een aanvankelijk rechthoekige, later een karakteristieke achthoekige marmeren basis gevuld met koolstof korreltjes, afgedekt met een rubberen membraan. Bijzonder was dat de elektrodes niet achter, maar links en rechts van het membraan gepositioneerd waren. Het resultaat was een voor die tijd zeer goede frequentiestatistiek van 50-10.000 Hz. Naar huidige maatstaven had de koolstofmicrofoon een hoge achtergrondruis, zoals gebruikelijk voor toenmalige koolmicrofoons. Latere verbeteringen waren onder andere het vervangen van het rubberen membraan door mica, gevolgd door in olie gedrenkt rijstpapier. Verder werd de werkspanning verlaagd van 12 naar 6 volt om de ruis door elektrische ontladingen tussen de kooldeeltjes te verminderen.
In 1935 gaf de BBC het advies om in een hoek van 45 graden in de microfoon te spreken. Audiotechnici moesten dagelijks bij ingebruikname de microfoon eerst horizontaal leggen en door tikken tegen de zijkant de koolstofkorreltjes goed verdelen. Pas als de juiste weerstand werd bereikt kon de microfoon rechtop worden gezet, hangend aan veren in een houder.

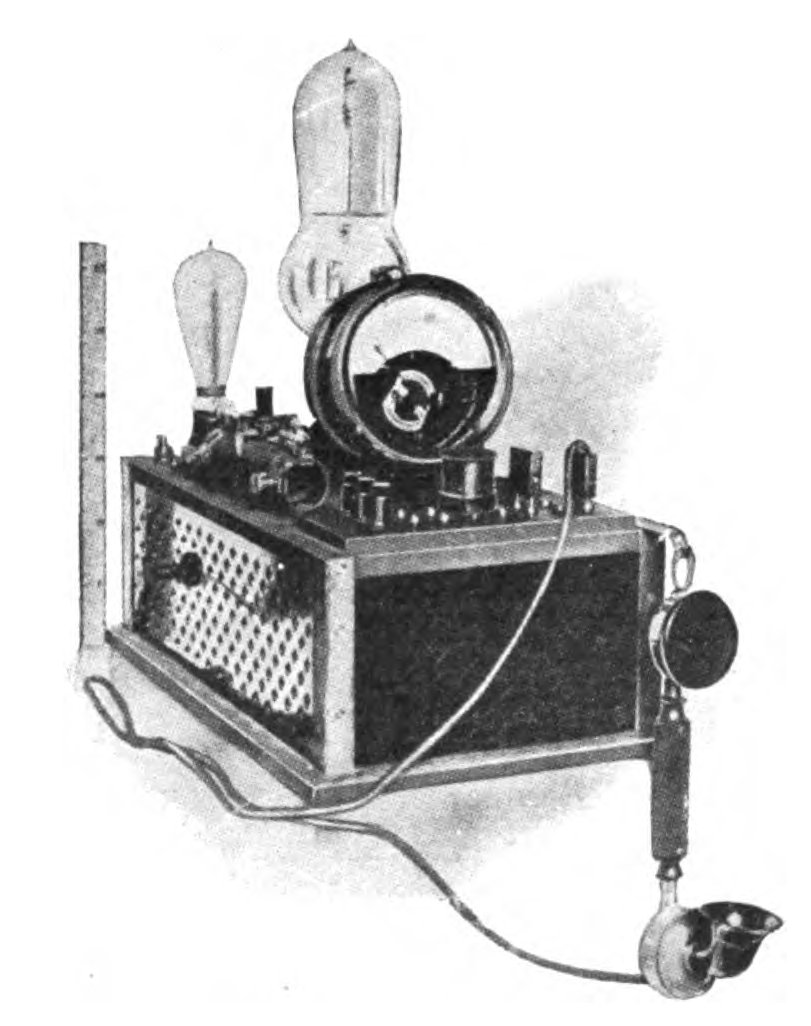
Het LRS relais op een van de eerste buisradio's in 1923.
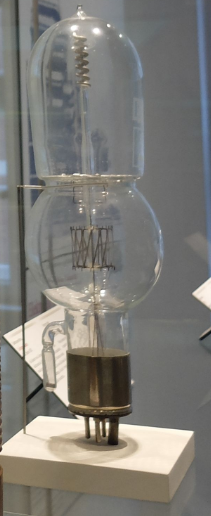
LRS relais in het Deutschen Technikmuseum Berlin.
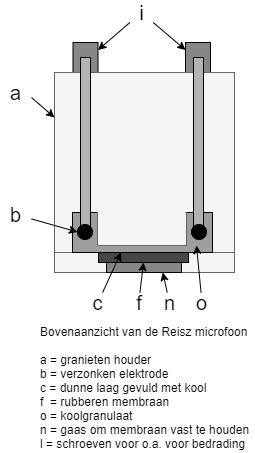
Schema van de Reisz-microfoon.
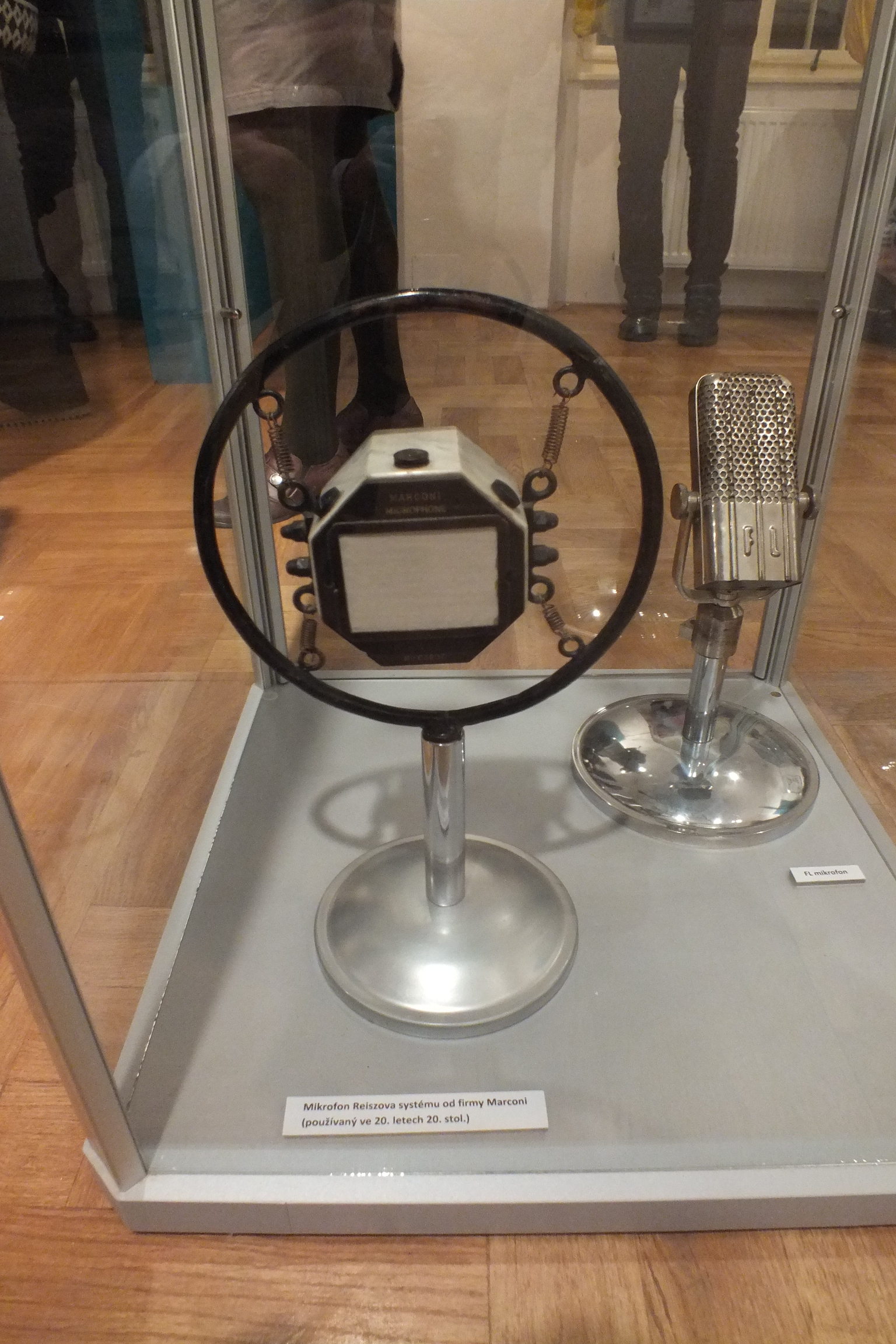
Latere achthoekige variant van de microfoon.
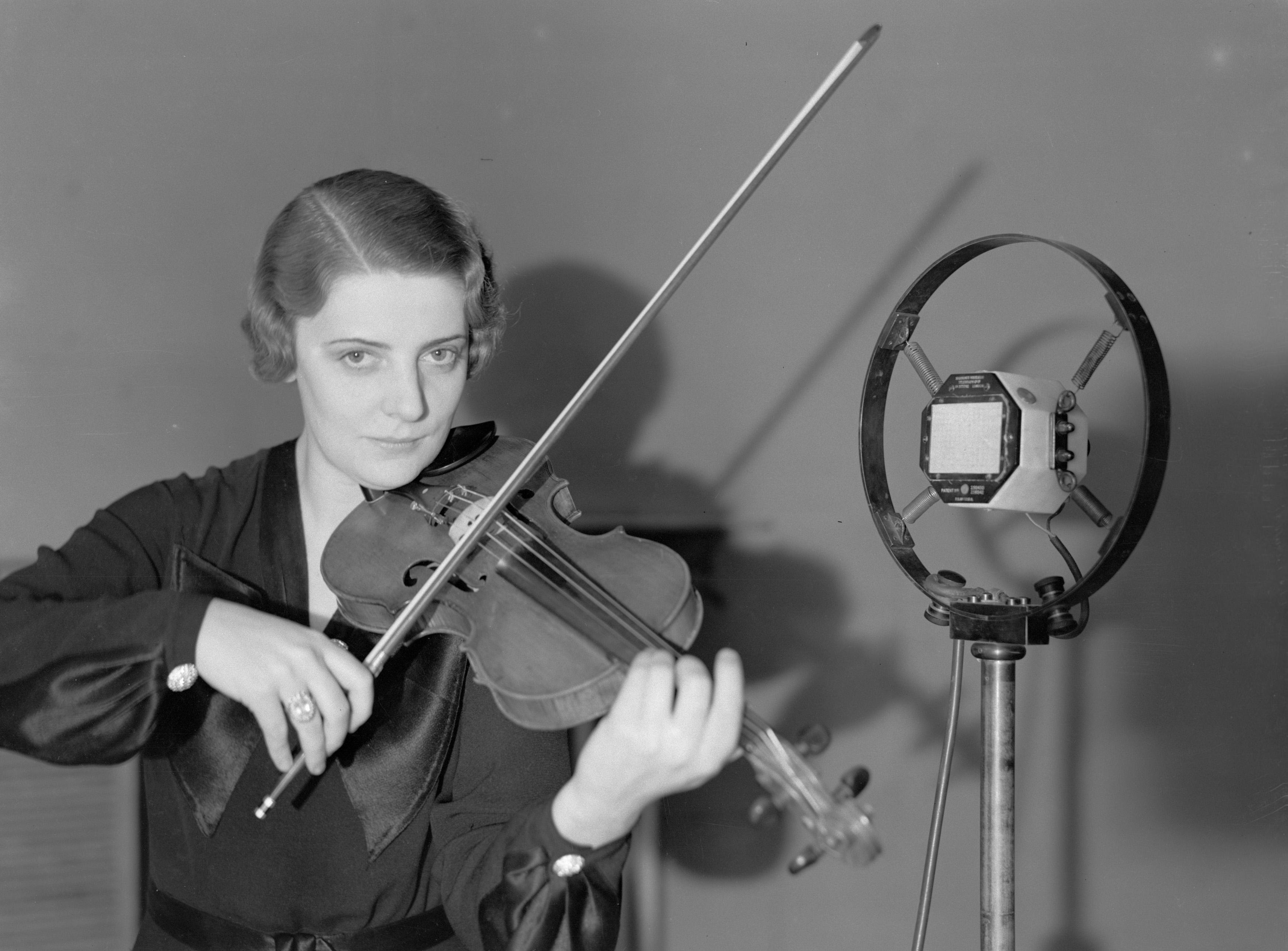
Violiste Eugenie Uminska spelend voor de Reisz microfoon in 1934

## Overig
De Zilveren Reissmicrofoon, een Nederlandse radioprijs, is vernoemd naar Eugen Reisz.